# 方嘉柏
方嘉柏（英語：Caspar Fownes，1967年8月12日—），人稱「方仔」、「黑夜之神」、「谷草王」、「咖喱方2.0」，英國籍印度人，香港著名練馬師方祿麟的兒子，是香港賽馬會所屬練馬師，曾四度奪得香港冠軍練馬師榮銜，外父是夏志信（人稱「肥夏」，Bruce Alexander Hutchison）。

## 簡介
方嘉柏曾經為練馬師父親方祿麟（人稱「老方」、「咖喱方」）擔任助手數季，至2003/2004年度馬季開始獲發練馬師牌照，接掌其父的馬房。從練首季已能奪得44場頭馬，成績超越其父的最佳馬季。方嘉柏於2006/2007馬季表現出色，成為該季香港冠軍練馬師，其後於2008/2009、2013/2014及2020/2021馬季再次榮奪香港冠軍練馬師。
方嘉柏在香港從練十三個馬季，旗下的星運爵士曾經在連續三屆香港一哩錦標中奪得季軍、亞軍和冠軍。此外，旗下的極品絲綢勝出2010年香港打吡大賽冠軍。
2003年8月31日，方嘉柏憑「更叻仔」取得在港從練的第一場頭馬。
2004年1月10日，方嘉柏憑「五五波」、「夠眼光」、「寶威勝」、「傳奇」及「寶威武」，首次單日五捷。
2004年11月21日，方嘉柏憑星運爵士贏得首項分級賽勝利(二級賽「國泰航空香港一哩錦標預賽」)。
2005年12月3日，方嘉柏憑「春風化雨」取得在港從練的第一百場頭馬。
2006年12月20日，方嘉柏再憑星運爵士贏得首項一級賽勝利(「國泰航空香港一哩錦標」)。
2007年10月21日，方嘉柏憑「喜皇寶」取得在港從練的第二百場頭馬，並於2009年5月27日憑「喜皇寶」的同主馬「喜寶寶」取得在港從練的第三百場頭馬。
2010年3月14日，方嘉柏憑極品絲綢首次勝出香港打吡大賽。
2010年5月16日，方嘉柏憑綠色駿威贏出新加坡KrisFlyer國際短途錦標，首次獲得遠征勝利。
2010年6月20日，跑馬地日馬賽事，方嘉柏一天取得六捷，平了香港賽馬轉入職業時代由張學文於1975年11月15日所創下的紀錄，並於同年10月31日憑「智友」取得在港從練的第四百場頭馬。
2012年12月28日，方嘉柏憑「威威具星」取得在港從練的第五百場頭馬。
2014年7月6日，方嘉柏憑「飛天龍駒」、「乖乖寶貝」及「執到寶」取得三場頭馬，亦憑「會心微笑」、「控制者」、「準備就緒」取得三場亞軍，雖然與蔡約翰頭馬數目相同，但憑著59次亞軍，因而第三次贏得香港冠軍練馬師。
2014年9月14日，方嘉柏憑「執到寶」取得在港從練的第六百場頭馬。
2015年3月25日，方嘉柏憑潘頓策騎「準備就緒」勝出，從練頭馬數字超越父親方祿麟。同年4月，方祿麟病逝。
2016年9月7日，方嘉柏憑「越影」取得在港從練的第七百場頭馬。
2018年9月26日，方嘉柏憑「電子大師」取得在港從練的第八百場頭馬。
2020年10月4日，方嘉柏憑「安賦」取得在港從練的第九百場頭馬。
2021年6月9日，方嘉柏憑「賞心星」刷新個人單季最多頭馬數字紀錄（舊紀錄為2008-2009馬季的68場）。
2021年6月20日，方嘉柏憑「開心大師」、「戰鬥英雄」、「川河尊駒」、「顯心星」及「大紅蜂」，再次單日五捷。
2021年7月11日，方嘉柏憑「果然友」奠定勝局，第四次榮膺香港冠軍練馬師寶座。
2022年1月，香港爆發第五波疫情，方嘉柏是唯一一位未曾接種新冠疫苗的香港練馬師，一度被禁止於賽馬日進入兩個馬場。不過方嘉柏事後接種，2月尾可以重返馬場督師。
2022年4月24日，方嘉柏麾下見習生陳嘉熙策騎「戰鬥英雄」勝出，為師傅帶來在港從練的第1000場頭馬，他是歷來最年輕的在港勝出一千場頭馬的練馬師。
2024年4月17日，方嘉柏麾下見習生黃智弘策騎「鈦易搵」勝出，為師傅帶來在港從練的第1100場頭馬，他是歷來最年輕的在港勝出一千一百場頭馬的練馬師。

### 跑馬地馬場里程碑
方嘉柏素來有「谷草王」之美譽。事實上，幾乎所有練馬師在跑馬地的頭馬，少於沙田，因為 : (i) 基於週三晚上須待馬迷下班入場才開跑，而週末下午時間相對充裕，馬會通常於沙田日賽安排10至11場賽事、跑馬地夜賽安排8至9場賽事 ; (ii) 馬會在某些日子安排全部賽事於泥地進行，但跑馬地馬場自1990年代末改建後，已沒有泥地跑道。沙田「全泥宴」通常於週三晚上舉行，相反跑馬地卻極少於週末舉行賽事。方嘉柏是例外，他所獲頭馬超過一半來自跑馬地，以下是他角逐跑馬地賽事的事跡:
2003年9月3日，方嘉柏首次以練馬師身分，報名參加谷草賽事，因颱風杜鵑吹襲香港，馬會宣布取消當日所有賽事。
2003年9月10日，方嘉柏正式展開谷草從練生涯，首匹參賽馬為「萬利發」，由鄧迪策騎，跑獲一席亞軍。方嘉柏當晚取得3亞1季1殿佳績，若以近年新增的投注項目「練馬師王」計算當晚各馬房的積分，方嘉柏以22分勝出。
2003年9月17日，方嘉柏憑戴勝策騎「夠眼光」勝出，取得第1場谷草頭馬。
無獨有偶，方嘉柏從練首季，馬會創辦跑馬地百萬挑戰盃，計算馬匹於上半季，角逐跑馬地第三班或以上賽事的累積分數，期終頒發獎金予前三名。截至2024年，方嘉柏先後憑「哲學家」、「海之宏」、「喜喜寶」及「寶賢得得」四度贏得該項比賽，為歷屆最多。
2008年1月23日，方嘉柏包辦其中一場賽事的三甲，依次為「世界波」、「馬友利」及「卓越成就」。
2017年6月28日，方嘉柏憑潘明輝策騎「澤心星」勝出，取得第400場谷草頭馬。
2020年11月25日，方嘉柏憑巴度策騎「帖木兒」勝出，取得第500場谷草頭馬。
2022年3月9日，陳嘉熙策騎「戰鬥英雄」勝出，使方嘉柏超越約翰摩亞，成為本港歷來取得最多跑馬地頭馬的練馬師。(約翰摩亞合共530場跑馬地頭馬，包括草地、沙地、安妥膠跑道)
2024年6月12日，方嘉柏憑黃智弘策騎「飛騰騅」勝出，取得第600場谷草頭馬。

### 沙田馬場里程碑
2022年4月16日，方嘉柏憑薛恩策騎「駿天使」勝出，取得第100場泥地頭馬。

## 練馬師所屬見習騎師
- 湯智傑（早期在愛倫馬房學藝，已升格為自由身騎師並已掛靴，現為助理練馬師）
- 何澤堯（已升格為自由身騎師）
- 陳嘉熙（早期在羅富全馬房學藝，已升格為自由身騎師）
- 黃智弘

## 代表馬匹
- 星運爵士（2006年國泰航空香港一哩錦標冠軍）(已退役)
- 極品絲綢（2010年香港打吡大賽冠軍）(已退役)
- 天久（2010年國慶盃、2011年香港經典一哩賽、國泰航空香港短途錦標、2012年女皇銀禧紀念盃、馬會短途錦標、2013年主席短途獎、KrisFlyer國際短途錦標、2014年主席短途獎、KrisFlyer國際短途錦標冠軍）(已退役)
- 川河尊駒（2018年、2019年克蘭芝一哩賽冠軍、2019年婦女銀袋賽冠軍、2020年冠軍一哩賽冠軍、2021年精英碟冠軍）(已退役)
- 自由好（上手由沈集成訓練，2010年觀瀾湖沙田錦標、2011年國泰航空馬會盃、2012年精英碟冠軍）(已退役)
- 君子一言（2010年賀年盃冠軍）(已退役)
- 包裝博士（上手由約翰摩亞訓練，2013年主席錦標冠軍）(已退役)
- 喜蓮標緻（2013年華商會挑戰盃、2014年精英盃冠軍）(已退役)
- 綠色駿馬（上手由告達理訓練，2006年沙田錦標冠軍）(已退役)
- 綠色駿威（2008年香港經典盃、精英碗，2010年KrisFlyer國際短途錦標冠軍）(已退役)
- 土星（2005年皇太后紀念盃冠軍）(已退役)
- 喜皇寶（2007年精英碗冠軍）(已退役)
- 喜聚寶（2009年沙田一哩錦標冠軍）(已退役)
- 喜喜寶（2014/2015年度跑馬地百萬挑戰盃冠軍、2016年廣東讓賽盃冠軍）(已退役)
- 衝鋒槍（在港累積取得十場頭馬，兩屆一月盃冠軍）(已退役)
- 威武雄獅（馬主為孫少文與孫蔡吐媚，2009年沙田銀瓶冠軍）(已退役)
- 海之宏（2008/2009年度跑馬地百萬挑戰盃冠軍）(已退役)
- 勝哥兒（馬主為蕭百君家族，三屆跑馬地銀瓶冠軍）(已退役)
- 競駿精英（馬主為競駿會，曾於2008/2009馬季取得一季五捷）(已退役)
- 愛的呼喚（馬主為郭富城）(已退役)
- 愛將（馬主為張智霖、周文曦、陳汝安與郭富城）(已退役)
- 準備就緒（兩度打破沙田馬場泥地1650米全港紀錄時間）(已退役)
- 軍事出擊（2014年沙田錦標、2015年馬會盃冠軍）(已退役)
- 和順超影（曾有「灰色神獸」之稱，上手由苗禮德訓練）(已退役)
- 星運帝國（來港前曾由李寶利執韁，在法國勝出準則國際大賽）(已退役)
- 豪逸（呂少文家族名下，2015年香港特區行政長官盃冠軍）(已退役)
- 控制者（兩屆跑馬地錦標冠軍）(已退役)
- 喜皇駒（來港前由莫德訓練，曾用名「勇武無匹」，維多利亞賽馬會春季錦標季軍）(已退役)
- 文藝復興（梁芷珊、王威信、鄧慶治等人名下團體賽駒，2016年香港回歸盃冠軍）(已退役)
- 帆哥兒（馬主為蕭百君家族，首批在港服役的范高爾子嗣之一）
- 跳出香港（2019年精英碟冠軍、2019年沙田錦標冠軍）(已退役)
- 與龍共舞（2020年精英碟冠軍）(已退役)
- 帖木兒（2021年洋紫荊短途錦標冠軍）
- 舞士精神（2021年5月26日刷新跑馬地馬場1000米全港紀錄時間）(已退役)
- 超級軍團（2022年一月盃冠軍、2022年百週年紀念銀瓶冠軍）(已退役)
- 達心星（2020年其士盃冠軍、2021年香港打吡大賽冠軍、2021年獅子山錦標冠軍）(已取消登記)
- 顯心星（2021年精英盃冠軍、2021年香港短途錦標冠軍）(已退役)
- 直線力山（2023年皇太后紀念盃冠軍、2023年馬會盃冠軍)

## 成就
- 香港冠軍練馬師 - (4) - (2006/2007年度、2008/2009年度、2013/2014年度、2020/2021年度馬季)

## 從練成績
| 年度      | 冠 | 亞 | 季 | 殿 | 第五 | 出馬總數 | 所贏獎金       | 練馬師榜排名    | 備注     |
| --------- | -- | -- | -- | -- | ---- | -------- | -------------- | --------------- | -------- |
| 2003-2004 | 44 | 45 | 44 | 43 | 42   | 462      | $33,211,725    | 6 / 24          | 開倉首季 |
| 2004-2005 | 40 | 41 | 40 | 52 | 54   | 522      | $36,039,085    | 6 / 24          | 第2季    |
| 2005-2006 | 47 | 41 | 51 | 41 | 38   | 549      | $45,599,310    | 4 / 24          | 第3季    |
| 2006-2007 | 61 | 63 | 53 | 54 | 53   | 357      | $58,279,325    | 1 / 25（冠軍）  | 第4季    |
| 2007-2008 | 55 | 53 | 53 | 52 | 40   | 532      | $55,402,075    | 2 / 24          | 第5季    |
| 2008-2009 | 68 | 57 | 44 | 55 | 42   | 548      | $56,132,337    | 1 / 24（冠軍）  | 第6季    |
| 2009-2010 | 66 | 54 | 47 | 41 | 40   | 522      | $67,240,412    | 2 / 24          | 第7季    |
| 2010-2011 | 56 | 49 | 61 | 69 | 39   | 548      | $59,230,945    | 4 / 24          | 第8季    |
| 2011-2012 | 39 | 42 | 43 | 41 | 49   | 547      | $54,633,750    | 6 / 24          | 第9季    |
| 2012-2013 | 61 | 62 | 54 | 55 | 48   | 595      | $65,662,500    | 4 / 24          | 第10季   |
| 2013-2014 | 62 | 59 | 52 | 54 | 51   | 589      | $63,647,137    | 1 / 24（冠軍）@ | 第11季   |
| 2014-2015 | 58 | 38 | 38 | 46 | 51   | 566      | $63,289,725    | 3 / 24          | 第12季   |
| 2015-2016 | 40 | 41 | 46 | 40 | 41   | 533      | $53,656,725    | 7 / 24          | 第13季   |
| 2016-2017 | 61 | 35 | 44 | 44 | 53   | 569      | $56,397,330    | 3 / 22          | 第14季   |
| 2017-2018 | 39 | 41 | 40 | 47 | 49   | 522      | $47,634,720    | 9 / 23          | 第15季   |
| 2018-2019 | 42 | 55 | 46 | 43 | 40   | 498      | $58,989,100    | 7 / 22          | 第16季   |
| 2019-2020 | 49 | 54 | 41 | 51 | 45   | 527      | $78,621,957.50 | 5 / 22          | 第17季   |
| 2020-2021 | 79 | 72 | 76 | 52 | 54   | 640      | $138,558,750   | 1 / 22（冠軍）  | 第18季   |
| 2021-2022 | 45 | 43 | 52 | 62 | 51   | 574      | $88,312,310    | 8 / 22          | 第19季   |
| 2022-2023 | 51 | 59 | 62 | 54 | 40   | 580      | $82,031,020    | 6 / 22          | 第20季   |
| 2023-2024 | 51 | 53 | 60 | 67 | 65   | 596      | $87,505,325    | 6 / 21          | 第21季   |
| 2024-2025 | 52 | 45 | 50 | 56 | 49   | 522      | $79,446,530    | 3 / 22          | 第22季   |

@：2013-2014年度冠亞軍皆62場頭馬，以跑第二名次數較多者勝出，方嘉柏以59場亞軍壓倒蔡約翰58場亞軍，以亞軍一場之差勝出。

## 外部連結
- 練馬師資料 方嘉柏 （页面存档备份，存于）
- 香港賽馬會 （页面存档备份，存于）
- 方嘉柏後來居上摘下冠軍練馬師榮銜 （页面存档备份，存于）
- 方嘉柏追平老方 （页面存档备份，存于）
- 方嘉柏最年輕千勝練馬師 （页面存档备份，存于）